# Варопулос, Теодорос
Теодорос Варопулос (греч. Θεόδωρος Βαρόπουλος; 30 января 1884, Астакос — 14 июня 1957, Салоники) — греческий математик, профессор Афинского университета.

## Биография
Родился в бедной семье. Спустя три дня после его рождения скончался отец. Финансовую поддержку семье оказывал старший брат Николаос Цанио, работавший учителем. Теодорос окончил начальную школу в Зерваде и среднюю в Лефкаде. Из-за проблем с деньгами в семье он переехал в Афины, где успешно сдал вступительные экзамены в Воздухоплавательную академию, однако не смог оплатить обучение. В 1914 году перевёлся на математический факультет Афинского университета. Зарабатывал, работая в Афинском телеграфе и служащим в университете. Его преподавателями были такие профессора, как Кипариссос Стефанос, Георгиос Ремундос, Николаос Хатзидакис. Окончил вуз с отличием в 1918 году, в 1919 году получил степень доктора математики.
В 1920 году, получив степень Эммануила Бенакиса, Варопулос отправился учиться в Париж. Развивая теоремы Георгиоса Ремундоса, он стал направлять свои научные работы во Французскую академию наук, и по решению Парижского университета ему разрешили защитить докторскую степень без обязательной сдачи государственных экзаменов. В 1923 году он получил степень доктора философии, работал до 1925 года, публикуя свои научные работы в различных журналах и выступая на конференциях. Его высоко оценивали французские математики, и после возвращения в Грецию Варопулос продолжал ежегодно путешествовать в Париж вплоть до Второй мировой войны.
В 1925 году он устроился работать учителем средней школы при Афинском колледже. В 1927 году назначен профессором математики в педагогическом училище, в 1929 году стал внештатным профессором математического анализа Афинского университета. В 1931 году стал ординарным профессором математики Салоникийского университета, где и работал в дальнейшем. Скончался в 1957 году после продолжительной болезни
В 1920 году Варопулос выступил как приглашённый оратор на Международном конгрессе математиков в Страсбурге, а в 1924 году — в Торонто. Член редакторского совета французского журнала Bulletin de Sciences Mathématiques с сентября 1927 по октябрь 1928 года, редактор журнала Греческого математического общества, сотрудничал с профессором Панагиотисом Зервосом.

## Семья
Варопулос увлекался французской поэзией, особенно творчеством Поля Верлена, и любительской фотографией. Его чувство юмора и эксцентричный характер стали основой для множества слухов и небылиц. 21 сентября 1939 года женился на Алики Стини, учёной-физике. В браке родился сын Николас, также ставший математиком.

## Известность
Варопулос преподавал математику, излагая теоремы понятным литературным языком и развивая одновременно некие философские теории. Будучи строгим со студентами, он помогал финансово наиболее бедным из них. Внёс свой вклад в развитие математического факультета Салоникийского университета. Среди его учеников наиболее известными были Н. Баганас, профессор университета Бордо, и Никос Артемиадис, профессор Американского университета.

## Избранные публикации
- Sur la croissance et les zéros d'une classe de fonctions transcendantes (фр.) // Thèses de l'entre-deux-guerres (numdam.org) : magazine. — 1923. — Vol. vol. 38.. — «; 68 page doctoral dissertation».
- Sur les valeurs exceptionnelles des fonctions algébroïdes et de leurs dérivées (фр.) // Bulletin de la Société Mathématique de France[англ.] : magazine. — 1925. — Vol. 53. — P. 23—34. — doi:10.24033/bsmf.1078.
- Sur les involutions exceptionnelles et les valeurs exceptionnelles des algébroïdes (фр.) // Bulletin de la Société Mathématique de France[англ.] : magazine. — 1927. — Vol. 55. — P. 151—162. — doi:10.24033/bsmf.1118.
- Sur les valeurs exceptionnelles des fonctions dérivées et le théorème de M. Saxer (фр.) // Acta Mathematica : magazine. — 1928. — Vol. 51, no 1. — P. 23—29. — doi:10.1007/BF02545659.
- Sur les algébroïdes Liées algébriquement // Rendiconti del Circolo Matematico di Palermo (1884–1940). — 1930. — Т. 54. — С. 463—472. — doi:10.1007/BF03021209.